# 藤原聖也

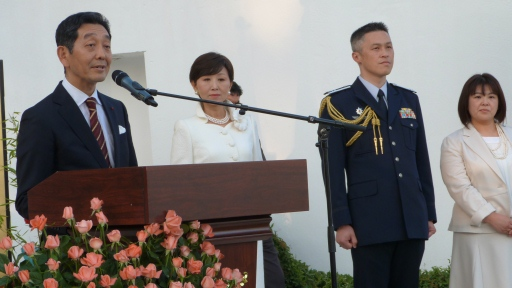
駐アルジェリア時代の藤原（写真左）。着任した小林防衛駐在官を紹介している。

藤原 聖也（ふじわら まさや）は、日本の外交官。駐アルジェリア特命全権大使を経て、駐ジャマイカ兼ベリーズ兼バハマ特命全権大使。

## 人物・経歴
兵庫県出身。東京大学法学部第3類（政治コース）卒業。東大法学部第3類在学中に外務公務員採用上級試験を受験し、1980年 外務省入省。1987年7月 外務省条約局法規課長補佐。外務省アジア大洋州局南西アジア課長、外務省領事局審議官、外務省国際協力局兼アジア大洋州局南部アジア部審議官等を経て、2013年1月 在フランス日本国大使館公使。2013年3月 博覧会国際事務局総会日本政府代表。2014年 駐アルジェリア特命全権大使。2018年2月 外務省大臣官房付。2018年3月 建設経済研究所総括研究理事。2020年 駐ジャマイカ特命全権大使兼駐ベリーズ特命全権大使。2021年兼バハマ特命全権大使。2022年依願免職。

## 同期
- 末松義規（12年内閣府副大臣・96年衆議院議員）
- 石井正文（17年インドネシア大使・13年国際法局長）
- 大村昌弘（17年フィジー大使）
- 川村裕（20年ノルウェー大使・18沖縄大使・14年コートジボワール大使）
- 越川和彦（16年JICA副理事長・14年スペイン大使・12年官房長）
- 鈴鹿光次（16年アフガニスタン大使）
- 鈴木康久（18年ニカラグア大使・16年レオン総領事）
- 山田文比古（08年東京外国語大学教授）
- 片上慶一（17年イタリア大使・16年外務審議官（経済担当））
- 北野充（14年ウィーン代表部大使・12年軍縮不拡散・科学部長・19年アイルランド大使）
- 石川和秀（14年フィリピン大使・12年南部アジア部長）
- 山崎純（18年シンガポール大使・15年スウェーデン大使・14年儀典長）
- 渡邉正人（17年ブルガリア大使・15年バングラデシュ大使）
- 堀之内秀久（19年オランダ大使・16年カンボジア大使・14年ロサンゼルス総領事）
- 野田仁（18年ルーマニア大使・15年エクアドル大使）
- 髙橋礼一郎（18年オーストラリア大使・15年ニューヨーク総領事・11年アフガニスタン大使）
- 葉室和親（12年トンガ大使）
- 井出敬二（17年北極担当大使・13年クロアチア大使）
- 小原雅博（15年東京大学法学部教授・13年上海総領事）
- 須永和男（19年カタール大使・16年ASEAN大使）
- 姫野勉（17年ガーナ大使）
- 平石好伸（17年チリ大使・14年ジンバブエ大使）
- 水谷章（19年オーストリア大使・17年立命館アジア太平洋大学教授）
- 齊藤貢（18年イラン大使・15年オマーン大使）